# Liste der Biografien/Mj
Liste der Biografien |
Portal Biografien |
Personensuche
# |
A |
B |
C |
D |
E |
F |
G |
H |
I |
J |
K |
L |
M |
N |
O |
P |
Q |
R |
S |
T |
U |
V |
W |
X |
Y |
Z |
?
 
Ma |
Mb |
Mc |
Md |
Me |
Mf |
Mg |
Mh |
Mi |
Mj |
Mk |
Ml |
Mm |
Mn |
Mo |
Mp |
Mq |
Mr |
Ms |
Mt |
Mu |
Mv |
Mw |
Mx |
My |
Mz
Die Liste der Biografien führt alle Personen auf, die in der deutschsprachigen Wikipedia einen Artikel haben. Dieses ist eine Teilliste mit 42 Einträgen von Personen, deren Namen mit den Buchstaben „Mj“ beginnt.

## Mj
- MJ Cole (* 1973), britischer Musikproduzent
- MJ, Cris (* 2001), chilenischer Reggaeton-SängerCris MJ (* 2001)

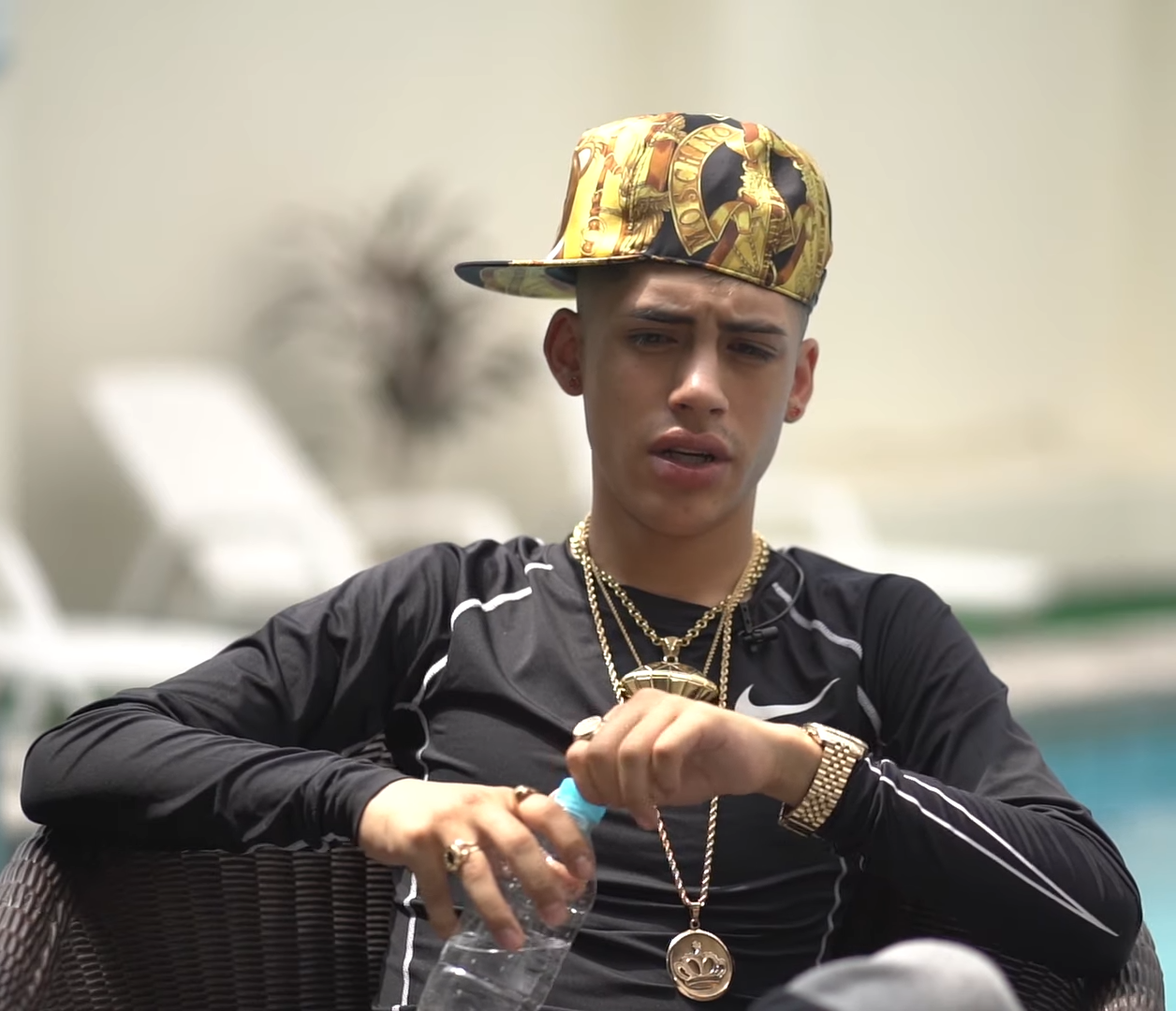
Cris MJ (* 2001)

- Mj, Mahan (* 1968), indischer Mathematiker

### Mja
- Mjadsjucha, Uladsislau (* 1995), belarussischer Biathlet
- Mjadswedseu, Aljaksej (* 1972), belarussischer Ringer
- Mjagkow, Andrei Wassiljewitsch (1938–2021), russischer Schauspieler
- Mjagkow, Waleri Walerjewitsch (* 1980), russischer Handballspieler
- Mjagmar, Dembeegiin (1933–1997), mongolischer Schriftsteller
- Mjagmardschaw, Tüdewiin (* 1945), mongolischer Sportschütze
- Mjagmarsüren, Lchamsürengiin (* 1938), mongolischer Schachmeister
- Mjagmaryn Delgerchüü (* 1996), mongolischer Schwimmer
- Mjakuschko, Serhij (* 1993), ukrainischer Fußballspieler
- Mjaleschka, Dsmitryj (* 1982), belarussischer Eishockeyspieler
- Mjaleschka, Pawel (* 1992), belarussischer Leichtathlet
- Mjällby, Johan (* 1971), schwedischer Fußballspieler
- Mjankowa, Aksana (* 1982), belarussische Hammerwerferin
- Mjaskowski, Nikolai Jakowlewitsch (1881–1950), russischer Komponist
- Mjasnikow, Alexander (1886–1925), sowjetischer Politiker und Revolutionär
- Mjasnikow, Alexander Iwanowitsch (* 1959), sowjetischer Hockeyspieler
- Mjasnikow, Gawriil Iljitsch (1889–1945), russischer Revolutionär
- Mjasnikow, Gennadi Alexejewitsch (1919–1989), sowjetischer Szenenbildner
- Mjasnikow, Iwan Semjonowitsch (1710–1780), russischer Unternehmer
- Mjasnikow, Wiktor Nikolajewitsch (* 1948), sowjetischer Hürdenläufer
- Mjasnikowa, Julija (* 1993), kasachische Fußballspielerin
- Mjasnikowitsch, Michail (* 1950), belarussischer Politiker, Regierungschef in Weißrussland
- Mjassischtschew, Wladimir Michailowitsch (1902–1978), sowjetischer Flugzeugkonstrukteur
- Mjassojedow, Grigori Grigorjewitsch (1834–1911), russischer Maler und Bildhauer, Vertreter der Peredwischniki

### Mje
- Mjeda, Lazër (1869–1935), albanischer Geistlicher, Erzbischof von Shkodra
- Mjeda, Ndre (1866–1937), albanischer Dichter
- Mjelde, Maren (* 1989), norwegische FußballspielerinMaren Mjelde (* 1989)

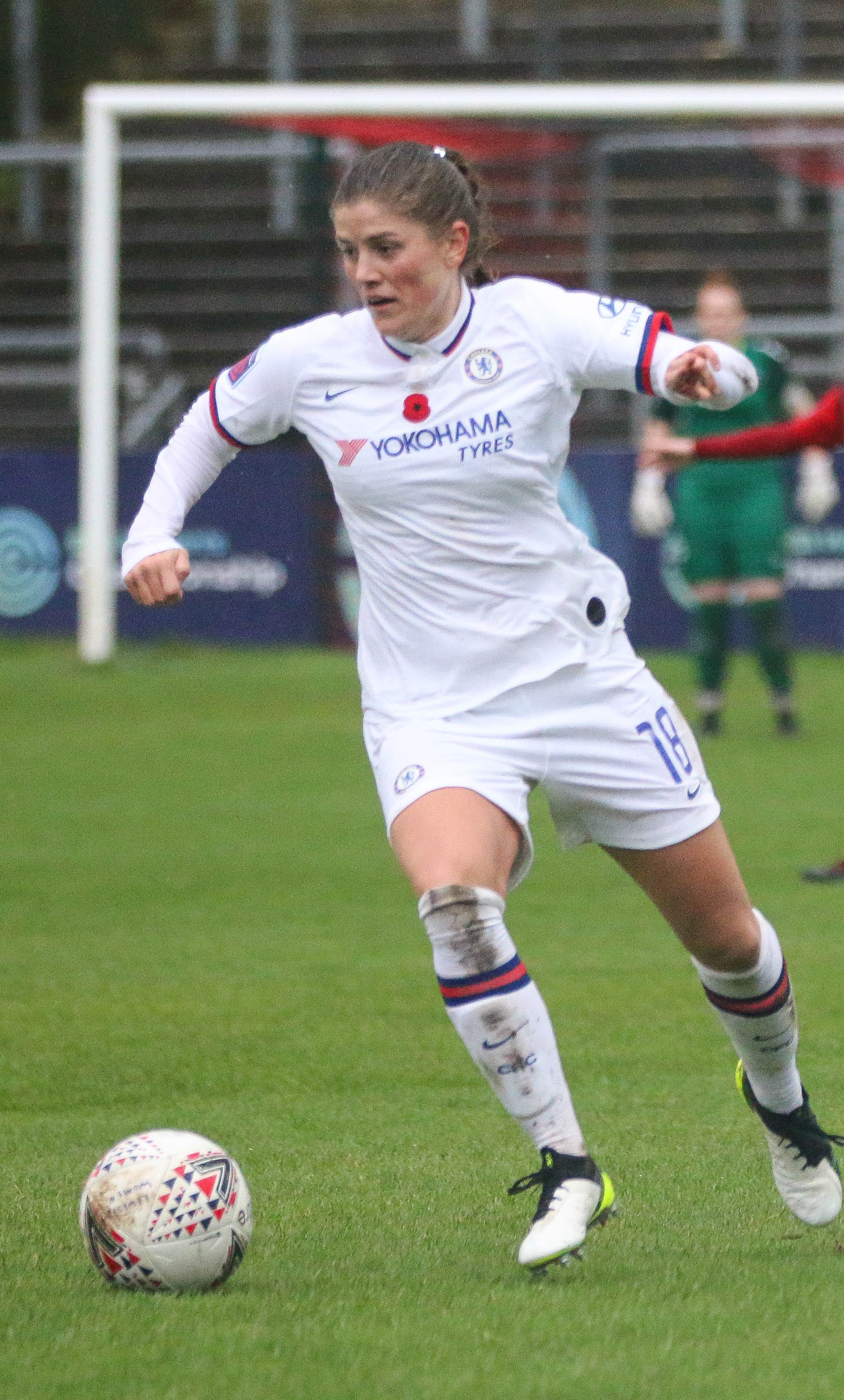
Maren Mjelde (* 1989)

- Mjerjei, Gongoryn (* 1967), mongolischer Skilangläufer

### Mji
- M'jid, Najat Maalla, marokkanische Kinderärztin und UN-Sonderbeauftragte

### Mjo
- Mjöberg, Eric (1882–1938), schwedischer Naturforscher und Ethnograf
- Mjøen, Cecilie (* 1972), norwegische Skilangläuferin
- Mjøen, Cläre Greverus (1874–1963), deutsch-norwegische Übersetzerin
- Mjøen, Fridtjof (1897–1967), norwegischer Schauspieler und Mediziner
- Mjøen, Håkon (* 1944), norwegischer Skirennläufer
- Mjøen, Jon Alfred Hansen (1860–1939), norwegischer Chemiker, Rassenbiologe und Eugeniker
- Mjølne, Bård (* 1971), norwegischer Biathlet
- Mjönes, Liv (* 1979), schwedische Schauspielerin
- Mjøs, Ole Danbolt (1939–2013), norwegischer Mediziner, Vorsitzender der Nobelkommission

### Mjp
- Mjps (* 1962), Schweizer Fasnachtskünstler und Autor von Kurzgeschichten